# Laurent Aiello
Laurent Aïello (Fontenay-aux-Roses, 23 maggio 1969) è un ex pilota automobilistico francese.

## Carriera
Nel 1990 Laurent vince il Gran Premio di Monaco di Formula 3. Nei due anni successivi prende parte al mondiale Formula 3, ma non ottiene ottimi risultati.
Nel 1994 a bordo di una Peugeot 405, vince il campionato Supertouring Francese, mentre nel 1997, sempre a bordo di una Peugeot, vince il Super Tourenwagen Cup. Nel 1999 debutta e vince il campionato BTCC su di una Nissan, mentre nel 2002 vince in Germania il campionato DTM, con un'Audi del team Abt Sportsline.
Nel 1998 vinse la 24 Ore di Le Mans con una Porsche 911 GT1, in squadra con Allan McNish e Stéphane Ortelli.
La stagione 2005 è stata l'ultima nella sua carriera come pilota automobilistico.

## Statistiche

### Risultati Formula 3000
(Le gare in grassetto indicano la pole position; races in corsivo indicano il giro veloce.)
| Anni | Team           | 1       | 2       | 3      | 4       | 5       | 6     | 7     | 8      | 9       | 10      | Punti | Pos |
| ---- | -------------- | ------- | ------- | ------ | ------- | ------- | ----- | ----- | ------ | ------- | ------- | ----- | --- |
| 1991 | DAMS           | VAL Rit | PAU NP  | JER 7  | MUG Rit | PER Rit | HOC 7 | BRH 9 | SPA 3  | BUG Rit | NOG Rit | 4     | 15º |
| 1992 | Pacific Racing | SIL Rit | PAU Rit | CAT 15 | PER 11  | HOC 10  | NÜR 5 | SPA 6 | ALB 15 | NOG 7   | MAG Rit | 3     | 15º |

### Risultati 24 Ore di Le Mans
| Anno | Classe | Num | Gomme | Auto                                         | Team                     | Compagni di squadra                 | Giri | Pos. | Pos. classe |
| ---- | ------ | --- | ----- | -------------------------------------------- | ------------------------ | ----------------------------------- | ---- | ---- | ----------- |
| 1998 | GT1    | 26  | M     | Porsche 911 GT1-98 Porsche 3.2L Turbo Flat-6 | Porsche AG               | Allan McNish Stéphane Ortelli       | 351  | 1º   | 1º          |
| 1999 | LMP    | 7   | M     | Audi R8 Audi 3.6L Turbo V8                   | Audi Sport Team Joest    | Michele Alboreto Rinaldo Capello    | 346  | 4º   | 3º          |
| 2000 | LMP900 | 9   | M     | Audi R8 Audi 3.6L Turbo V8                   | Audi Sport Team Joest    | Allan McNish Stéphane Ortelli       | 367  | 2º   | 2º          |
| 2001 | LMP900 | 2   | M     | Audi R8 Audi 3.6L Turbo V8                   | Audi Sport North America | Rinaldo Capello Christian Pescatori | 320  | 2º   | 2º          |

### Risultati Super Tourenwagen Cup
| Auno | Team         | Auto        | 1        | 2         | 3       | 4       | 5         | 6        | 7       | 8       | 9        | 10        | 11    | 12        | 13      | 14      | 15       | 16       | 17      | 18       | 19      | 20      | Punti | Pos |
| ---- | ------------ | ----------- | -------- | --------- | ------- | ------- | --------- | -------- | ------- | ------- | -------- | --------- | ----- | --------- | ------- | ------- | -------- | -------- | ------- | -------- | ------- | ------- | ----- | --- |
| 1996 | Peugeot Esso | Peugeot 406 | ZOL 1 20 | ZOL 2 Rit | ASS 1 2 | ASS 2 1 | HOC 1 Rit | HOC 2 NP | SAC 1 9 | SAC 2 6 | WUN 1 9  | WUN 2     | ZWE 1 | ZWE 2 1   | SAL 1 7 | SAL 2 4 | AVU 1 14 | AVU 2 12 | NÜR 1 2 | NÜR 2    |         |         | 422   | 3º  |
| 1997 | Peugeot Esso | Peugeot 406 | HOC 1    | HOC 2 1   | ZOL 1 3 | ZOL 2 3 | NÜR 1     | NÜR 2 1  | SAC 1 2 | SAC 2   | NOR 1 2  | NOR 2 Rit | WUN 1 | WUN 2 1   | ZWE 1   | ZWE 2 4 | SAL 1    | SAL 2 1  | REG 1 2 | REG 2 20 | NÜR 1   | NÜR 2 1 | 696   | 1º  |
| 1998 | Peugeot Esso | Peugeot 406 | HOC 1 4  | HOC 2     | NÜR 1 4 | NÜR 2 3 | SAC 1 3   | SAC 2 5  | NOR 1 6 | NOR 2 1 | REG 1 12 | REG 2 10  | WUN 1 | WUN 2 Rit | ZWE 1 3 | ZWE 2 5 | SAL 1    | SAL 2 1  | OSC 1   | OSC 2 1  | NÜR 1 3 | NÜR 2 6 | 592   | 2º  |

### Risultati BTCC
(Le gare in grassetto indicano la pole position; races in corsivo indicano il giro veloce.)
| Auno | Team                   | Auto              | 1        | 2         | 3     | 4       | 5     | 6        | 7       | 8        | 9     | 10       | 11        | 12       | 13      | 14      | 15        | 16      | 17    | 18       | 19    | 20       | 21      | 22       | 23    | 24    | 25      | 26        | Punti | Pos |
| ---- | ---------------------- | ----------------- | -------- | --------- | ----- | ------- | ----- | -------- | ------- | -------- | ----- | -------- | --------- | -------- | ------- | ------- | --------- | ------- | ----- | -------- | ----- | -------- | ------- | -------- | ----- | ----- | ------- | --------- | ----- | --- |
| 1999 | Vodafone Nissan Racing | Nissan Primera GT | DON 1 11 | DON 2 Rit | SIL 1 | SIL 2 6 | THR 1 | THR 2 1* | BRH 1 3 | BRH 2 1* | OUL 1 | OUL 2 1* | DON 1 Rit | DON 2 2* | CRO 1 5 | CRO 2 3 | SNE 1 Rit | SNE 2 7 | THR 1 | THR 2 5* | KNO 1 | KNO 2 SQ | BRH 1 2 | BRH 2 1* | OUL 1 | OUL 2 | SIL 1 9 | SIL 2 Rit | 244   | 1º  |

### Risultati DTM
(Le gare in grassetto indicano la pole position; races in corsivo indicano il giro veloce.)
| Anno | Team               | Auto                    | 1        | 2        | 3      | 4      | 5         | 6        | 7        | 8        | 9        | 10       | 11       | 12       | 13      | 14      | 15        | 16       | Punti | Pos |
| ---- | ------------------ | ----------------------- | -------- | -------- | ------ | ------ | --------- | -------- | -------- | -------- | -------- | -------- | -------- | -------- | ------- | ------- | --------- | -------- | ----- | --- |
| 2000 | Abt Sportsline     | Abt-Audi TT-R           | HOC 1 15 | HOC 2 NP | OSC 1  | OSC 2  | NOR 1 Rit | NOR 2 NP | SAC 1 12 | SAC 2 14 | NÜR 1 11 | NÜR 2 14 | OSC 1 5  | OSC 2 11 | NÜR 1 9 | NÜR 2 7 | HOC 1 Rit | HOC 2 NP | 14    | 16º |
| 2001 | Abt Sportsline     | Abt-Audi TT-R           | HOC1 7   | NÜR1 1   | OSC 5  | SAC    | NOR 12    | LAU 12   | NÜR2 1   | A1R 2    | ZAN Rit  | HOC2     |          |          |         |         |           |          | 75    | 5º  |
| 2002 | Abt Sportsline     | Abt-Audi TT-R           | HOC1 1   | ZOL 1    | DON SQ | SAC 1  | NOR 1     | LAU 4    | NÜR 2    | A1R 5    | ZAN 6    | HOC2 6   |          |          |         |         |           |          | 70    | 1º  |
| 2003 | Abt Sportsline     | Abt-Audi TT-R           | HOC1 3   | ADR 3    | NÜR1 3 | LAU 8  | NOR 6     | DON Rit  | NÜR2 1   | A1R 4    | ZAN 9    | HOC2 5   |          |          |         |         |           |          | 41    | 6º  |
| 2004 | OPC Phoenix Racing | Opel Vectra GTS V8 2004 | HOC1 9   | EST 8    | ADR 6  | LAU 4  | NOR Rit   | SHA1     | NÜR 9    | OSC 6    | ZAN Rit  | BRN 15   | HOC2 Rit |          |         |         |           |          | 12    | 10º |
| 2005 | OPC Team Phoenix   | Opel Vectra GTS V8 2005 | HOC1 Rit | LAU1 10  | SPA 7  | BRN 16 | OSC 7     | NOR Rit  | NÜR 9    | ZAN 14   | LAU2 4   | IST 6    | HOC2 9   |          |         |         |           |          | 12    | 11º |

1 - Gara non valevole per il campionato, che si è tenuta per le strade di Shanghai.